# Horný Kalník
Horný Kalník (em húngaro: Felsőkálnok) é um município da Eslováquia, situado no distrito de Martin, na região de Žilina. Tem 2,06 km² de área e sua população em 2018 foi estimada em 189 habitantes.

## Demografia
| Ano:        | 1994 | 2004 | 2014    | 2024    |
| ----------- | ---- | ---- | ------- | ------- |
| Broj ljudi: | 120  | 156  | 176     | 197     |
| Razlika:    |      | +30% | +12,82% | +11,93% |

| Ano:               | 2023 | 2024   |
| ------------------ | ---- | ------ |
| Número de pessoas: | 190  | 197    |
| Diferença:         |      | +3,68% |